# Marcin Zając
Marcin Zając (ur. 19 maja 1975 w Łodzi) – polski piłkarz występujący na pozycji pomocnika, reprezentant Polski.

## Kariera klubowa
Zając swoją przygodę z piłką zaczynał w zespole Startu Łódź. Następnie przeniósł się do Widzewa Łódź. Przed sezonem 2002/2003 przeniósł się do Dyskobolii Grodzisk Wlkp. W polskiej ekstraklasie debiutował 27 lipca 1996 roku w spotkaniu Widzewa Łódź z Zagłębiem Lubin. Na pierwszoligowych boiskach rozegrał 307 spotkań, w których zdobył 55 bramek. Od sezonu 2006/07 reprezentował barwy Lecha Poznań. Za młodu był uważany za niezwykle uzdolnionego piłkarza, ale prześladujące go kontuzje nieco zmarnowały jego potencjał. Uznawany był za jednego z najszybszych piłkarzy w Orange Ekstraklasie. Od sezonu 2008/09 był zawodnikiem Ruchu Chorzów, z którym podpisał kontrakt do 2011 roku. Ostatnimi klubami w karierze Marcina Zająca były Sorento Zadębie Skierniewice i Widok Skierniewice.

## Kariera reprezentacyjna
W reprezentacji Polski zagrał w 11 spotkaniach.

## Życie prywatne
Żonaty z Karoliną. Mają dwie córki Julię oraz Maję. 